# Lights Out (canción)
«Lights Out» es una canción pop interpretada por el cantante Inglés, Rick Astley. Es su primer sencillo en directo desde hace 17 años. La canción fue interpretada para una audiencia en la Peter Kay's 2010 Tour que finalizó en MEN Arena, Mánchester, el 27 de abril de 2010. Rick fue como artista invitado e interpretó sus antiguos hits antes de revelar su nueva canción.
'Lights Out' salió a la venta el 7 de junio de 2010 y recibió la primera transmisión en BBC Radio 2.

## Posicionamiento
| Gráficos (2010)               | Posición más alta |
| ----------------------------- | ----------------- |
| UK Singles Charts             | 97                |
| UK Independent Singles Charts | 15                |
| UK Airplay Charts             | 19                |